# Elías Toro
Elías Toro (Caracas 1871 - Caracas 3 de noviembre de 1918) fue un médico, científico y antropólogo venezolano que se desempeñó como Rector de la Universidad Central de Venezuela. Fue uno de los principales propulsores de los estudios antropológicos y un destacado representante del pensamiento positivista en Venezuela. Era hijo de Elías Toro Tovar y Bárbara Ponce de León.

## Biografía

### Estudios
Estudio medicina en la Universidad Central de Venezuela, graduándose de Doctor en Medicina y Cirugía. Obtuvo también el título de Farmacéutico. Realizó estudios de postgrado en Francia, ubicándose en el hospital Necker de París, donde realizó una pasantía de varios años.

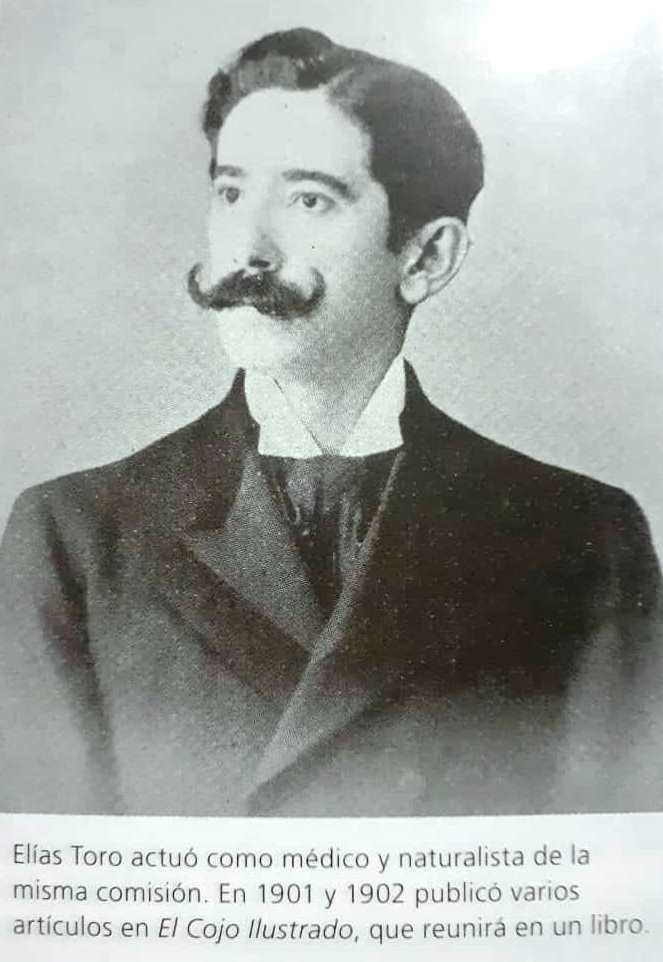

### Carrera
Junto a Luis Razetti y otros colegas con sólida formación en prestigiosos centros médicos y universidades del exterior, impulsó el llamado “Renacimiento de la medicina” en Venezuela, colocando a esta disciplina en sintonía con los avances que se evidenciaban en el mundo. Fue Miembro Fundador e Individuo de Número de la Academia Nacional de Medicina, incorporándose a ella en 1906 y ocupando el sillón XXV. Integrante de la Junta Directiva de dicha institución se desempeñó como Subsecretario de ésta entre 1906 y 1908 y como Vicepresidente entre 1910 y 1912. Abre y preside la cátedra de antropología de la Universidad Central de Venezuela, disciplina de la cual constituyó uno de promotores fundamentales en Venezuela. Fue integrante de la Comisión de Límites con la Guayana Británica que realizó una expedición exploratoria por las selvas de Guayana. En 1906 sustituyó a su primo Carlos Toro Manrique como Director del Museo Nacional (antecesor al Museo de Ciencias, al Museo de Bellas Artes de Caracas y al Museo Bolivariano). Fue designado por unanimidad del Consejo Universitario de la Universidad Central de Venezuela como Rector de dicha casa de estudios para el período 1908-1910. Durante su tiempo como Rector, y bajo su dirección, se publican los “Anales” de esa institución en una serie denominada “Documentos para la Historia de la Universidad Central de Venezuela”. Fue también Director de la Escuela de Farmacia y profesor de diversas disciplinas de esa universidad. Junto a figuras como Adolfo Ernst, Rafael Villavicencio, César Zumeta o Luis Razetti, representa el llamado primer momento del pensamiento positivista en Venezuela.

### Publicaciones
Tuvo una extensa producción en temas científicos y literarios. Fue, a la vez, un divulgador de temas científicos en “El Cojo Ilustrado” donde mantenía una columna titulada "Crónica Científica". Entre sus obras se encuentran las siguientes:
- Antropología General y de Venezuela Precolombina

- Delimitación de Venezuela y la Guayana Británica: Por las Selvas de Guayana

- Contribución al Estudio de la Geografía Médica, Flora y Etnología de la Guayana venezolana

- Armonía Científico-Literaria

- Últimos Momentos de Miranda

- El Último Libro de Manuel Díaz Rodríguez: Anotaciones Psico-Fisiológicas

- El Último Libro de J. Gil Fortoul.

### Fallecimiento
Elías Toro muere el 3 de noviembre de 1918, cuando contaba 47 años de edad, como consecuencia de la epidemia de gripe española que azotó a Venezuela.

### Honores
El principal hospital pediátrico de Venezuela, situado en Caracas, lleva su nombre.

### Familiares
Provenía de una familia que ha destacado en la política, las letras, las ciencias y las artes venezolanas. Era nieto de Fermín Toro y primo del también académico y científico Carlos Toro Manrique, así como del pintor Antonio Herrera Toro. Su hijo, de igual nombre, fue un destacado médico tisiólogo y miembro de la Generación del 28 que figuró junto con Isaac J. Pardo y Andrés Germán Otero como fundador del partido Unión Republicana Democrática (URD) en 1945, al tiempo que su nieto Fermín Toro Jimenez fue un destacado académico, autor y diplomático.